# 金星の太陽面通過 (木星)
木星における金星の太陽面通過（きんせいのたいようめんつうか）は、木星と太陽のちょうど間に金星が入り、太陽面を通過する天文現象である。

## 概要
木星における金星の太陽面通過は、紀元前125000年から125000年の25万年間で49274回ある。前回は2012年9月20日、次回は2024年5月25日に発生する。
木星における金星の太陽面通過は基本的に約6年ごとに発生するが、通過しない場合もあるので間が開いて約12年になることもある。ただしこれらの間隔は現在の話で、たとえば紀元前3984年には4月22日と12月25日の2回太陽面通過が発生するし、8079年7月26日の太陽面通過は、8055年7月23日以来24年ぶりの太陽面通過であるように、長い時間スケールでは期間が変わる。

## 太陽面通過の起こる日
日付は最大食の日付(UTC)。
| 年月日         | 最大食 |
| -------------- | ------ |
| 1983年7月4日   | 02:09  |
| 1995年3月9日   | 02:52  |
| 2001年1月15日  | 16:19  |
| 2006年11月22日 | 02:24  |
| 2012年9月20日  | 09:21  |
| 2024年5月25日  | 23:31  |
| 2030年11月14日 | 12:14  |
| 2042年7月20日  | 13:40  |
| 2048年5月28日  | 21:07  |

## 同時太陽面通過
- 金星の太陽面通過が、水星の太陽面通過と同時に起こることはあるが、極めて稀である。前回は紀元前25170年10月1日、次回は9704年4月26日である。
- 金星の太陽面通過が、地球の太陽面通過および月の太陽面通過と同時に起こることはあるが、極めて稀である。前回は紀元前13193年11月9日、次回は37807年10月26日である。
  - 26297年1月6日の太陽面通過はさらに稀な現象として、地球と金星のみが太陽面通過を起こし、月は太陽面通過を起こさない。
  - 36811年10月24日の太陽面通過はさらに稀な現象として、月と金星のみが太陽面通過を起こし、地球は太陽面通過を起こさない。
- 金星の太陽面通過が、火星の太陽面通過と同時に起こることはあるが、極めて稀である。前回は紀元前24784年3月8日である。

## その他
- 2012年9月20日に起こる太陽面通過の次の日には、9月21日に土星において水星の太陽面通過が起こる。